# Fiat Concord
Fiat SOMECA Concord S.A.C.I o simplemente Fiat Concord fue una filial argentina del grupo industrial y automovilístico italiano Fiat S.p.A., ubicado en el país desde 1919.

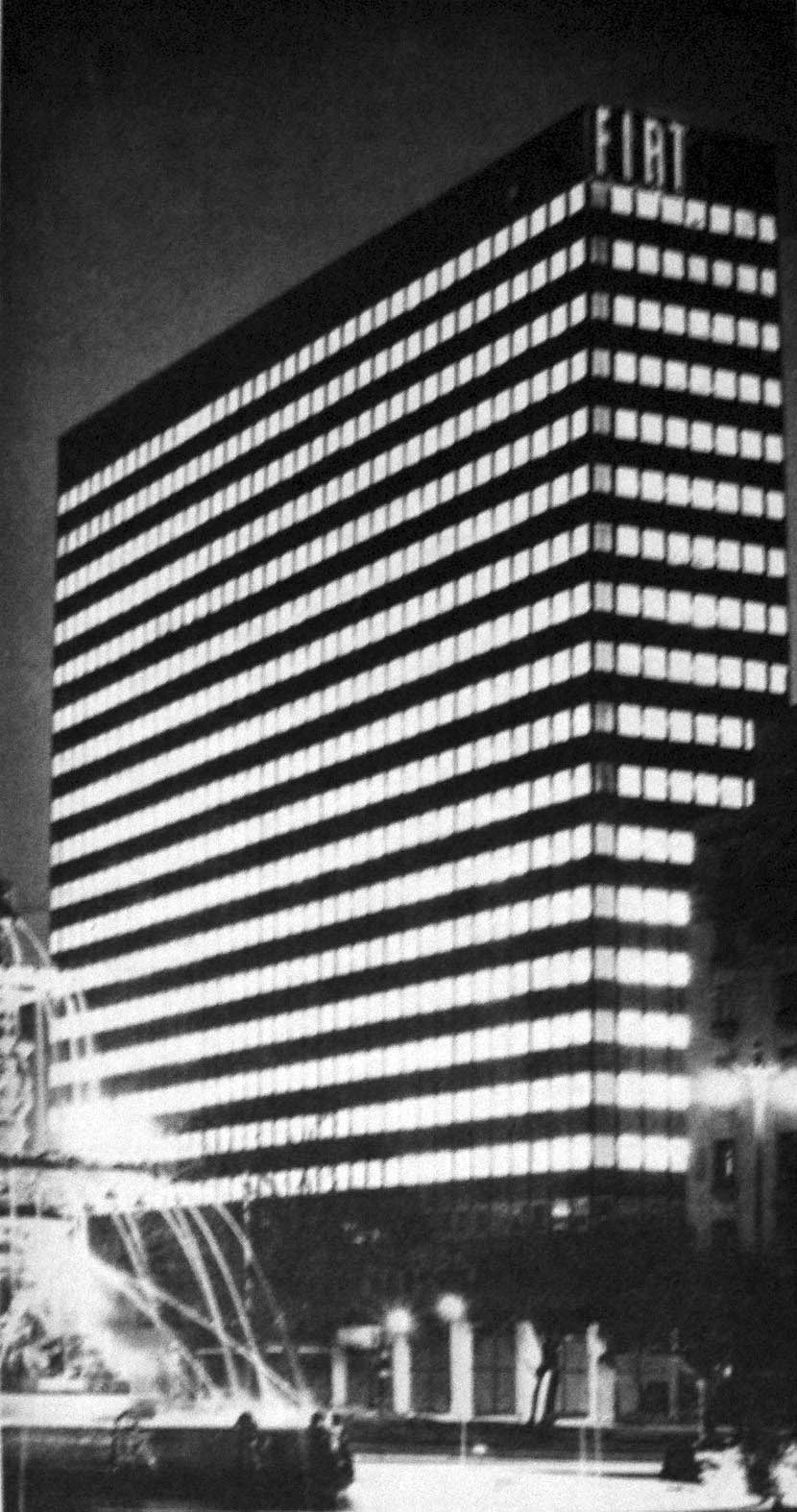
Edificio Fiat Concord

## Historia

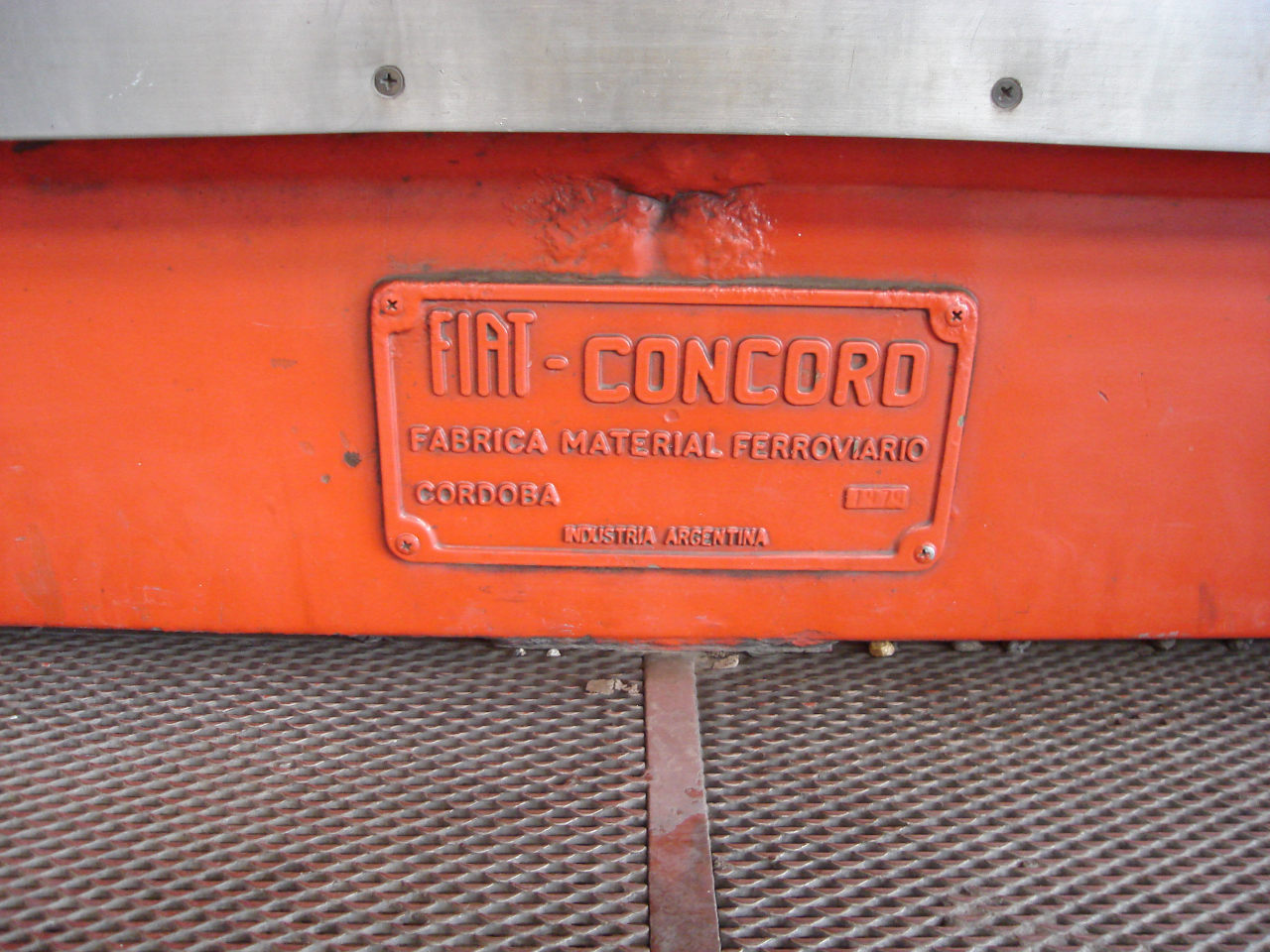
Logotipo de Fiat Concord

- 1900: Los automóviles de la italiana Fiat se importa a la Argentina por inmigrantes italianos.
- 1919: Se crea en Buenos Aires un punto de venta oficial para los vehículos de importación: Fiat Argentina SA. Importa automóviles, camiones, autobuses y tractores.
- 1957: Fiat Ferroviaria recibe un pedido argentino de 300 locomotoras diésel para lo que crea una planta específica, todavía existente en Córdoba, FIAT Materfer.
- 1959: El gobierno argentino regula la industria automotriz para promover el desarrollo de la producción local. Fiat decide, como otros fabricantes, entre ellos los estadounidenses, crear un centro de producción local, para satisfacer la ley que impone una tasa de integración local del 70%. El 30 de septiembre el gobierno argentino autoriza fabricar automóviles en territorio argentino a Fiat.
- 8 de abril de 1960: La nueva planta de la filial argentina de Fiat Concord, ubicado Caseros,[1] produce su primer coche, un Fiat Concord 600 , idéntico en todos los aspectos al original italiano. A mediados de año, se crea una segunda línea de producción, con capacidad para 4.000 ejemplares del Fiat 1100D.
- 1963: A finales de año, el Fiat 1100 se sustituye por el Fiat 1500.
- 1965: Se lanza el Fiat 770, aparecen las versiones Multicarga (pickup) y Coupé Vignale para completar la familia del Fiat 1500, que ya contaba con la versión familiar.
- 1967: Con motivo del quincuagésimo aniversario de Fiat Ferroviaria y el décimo aniversario de Materfer –su planta industrial en Córdoba– Fiat Concord realiza su primera película institucional, Crónica para un futuro, estrenada en el Teatro Ópera.
- 1968: Se da por finalizada la producción de la Coupé 1500 y se inicia el desarrollo local de su futura reemplazante.
- 1969: El Fiat 1600 sustituye al Fiat 1500. Comienza la producción de camiones en la planta de Ferreyra (provincia de Córdoba) con los modelos 619N y 619T, a un ritmo inicial de 2 a 3 vehículos diarios.
- 1970: Se presenta el Fiat 1600 Sport, la coupé desarrollada en Argentina para reemplazar a la coupé 1500. Diseñada por Aldo Periz, combinaba líneas de Vignale y Bertone y fue presentada para complementar la saga de modelos del Fiat 1600.
- 1971: Se lanza el Fiat 128 prácticamente idéntico al italiano con motorizaciones de 1100 y 1300 centímetros cúbicos. El grupo de concesionarios Fiat de Argentina crea Industria Argentina Vehículos de Avanzada (IAVA), con el objetivo de proporcionar un vehículo de mayores prestaciones y más potente sobre la base del Fiat 128 ofreciendo además de las innovaciones de potencia, más confort, elegancia deportiva y hasta accesorios de aerodinámica. También se renueva la línea de camiones con el lanzamiento de la línea “H”, formada por los modelos: 619 N1, 619 N2, 619 T,[2] y los 6x4: 697N, 697T[3] y el 6x6: 697 NB.[4]
- El 26 de octubre de 1971, la dictadura del general  Alejandro Agustín Lanusse, mediante la Resolución 304 del Ministerio de Trabajo, hizo ocupar la fábrica.[5]
- 1972: Se lanza la versión pickup del 1600 denominada Multicarga, también aparece la versión familiar ya con el nombre 125, que luego se hará extensivo al sedan, cupé y pickup.
- 1973: Se lanza el Fiat 128 Familiar, desarrollada en la Argentina. A finales de año toda la gama 1600 sufrió cambios estéticos y en las motorizaciones, pasando a denominarse 125.
- 1974: Lanzamiento del Fiat 673,[6] camión mediano el cual fue apodado "Sallustro", debido a que poco tiempo antes fue asesinado Oberdán Sallustro, máximo responsable de Fiat Concord hasta su muerte.
- 1977: Se lanza el Fiat 133, derivado del modelo de SEAT 133.
- 1980: Fiat Concord se fusiona con SAFRAR (Sociedad de Automóviles Franco Argentinos) dando lugar a Sevel Argentina.

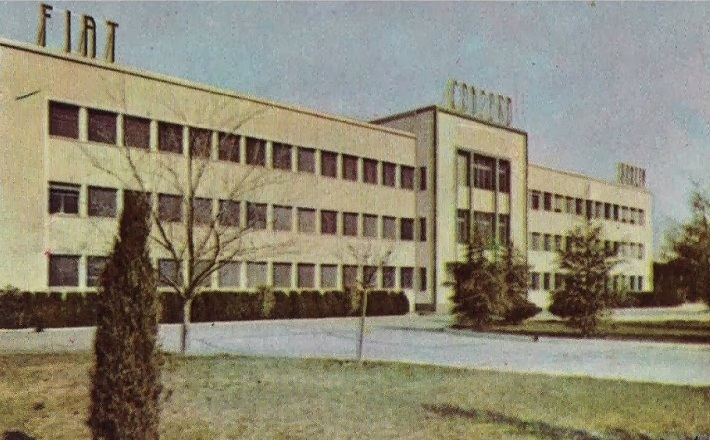
Fiat Concord Ferreyra

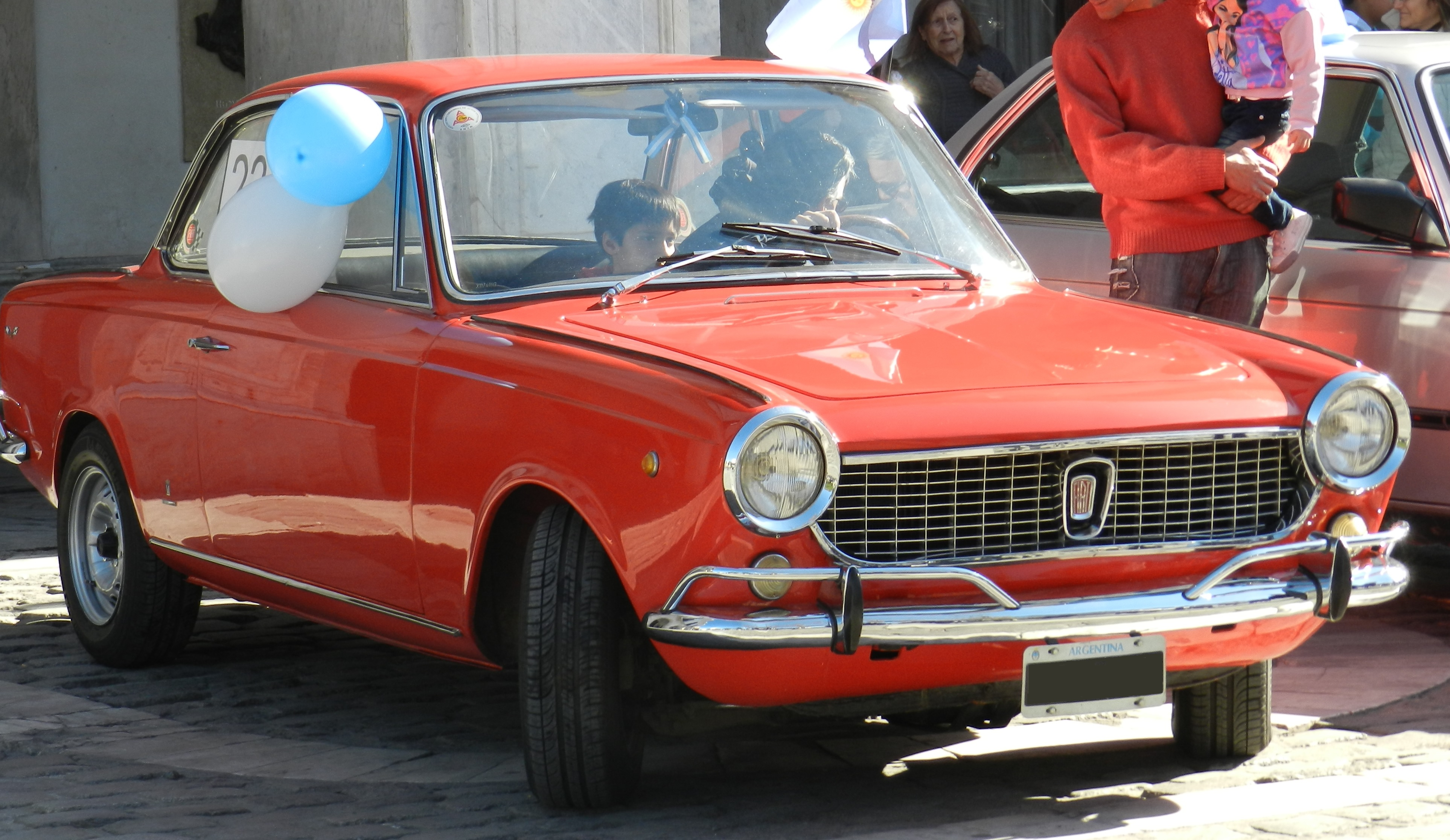
Fiat 1500 Coupé Vignale

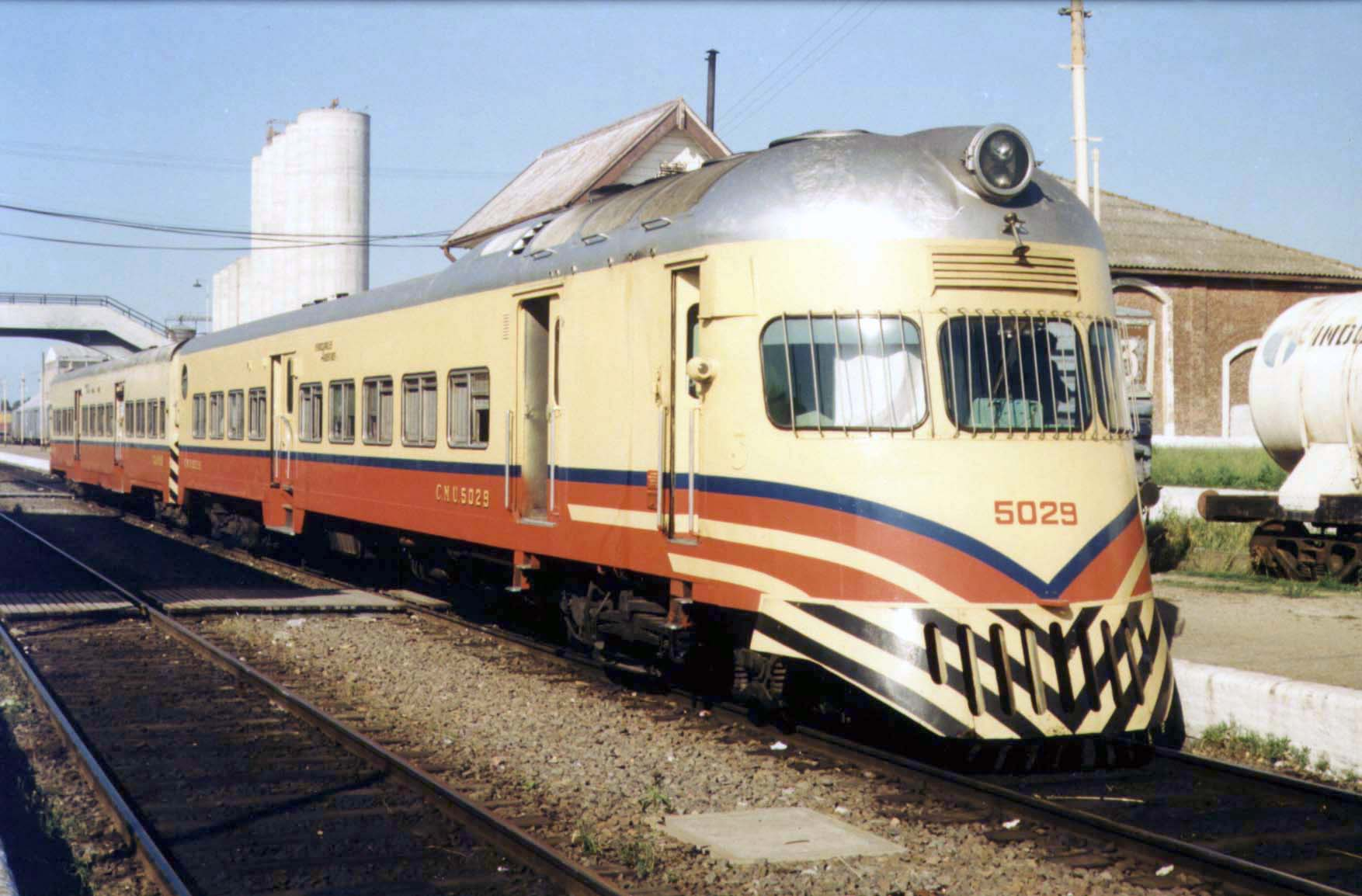
Coche motor FIAT Materfer

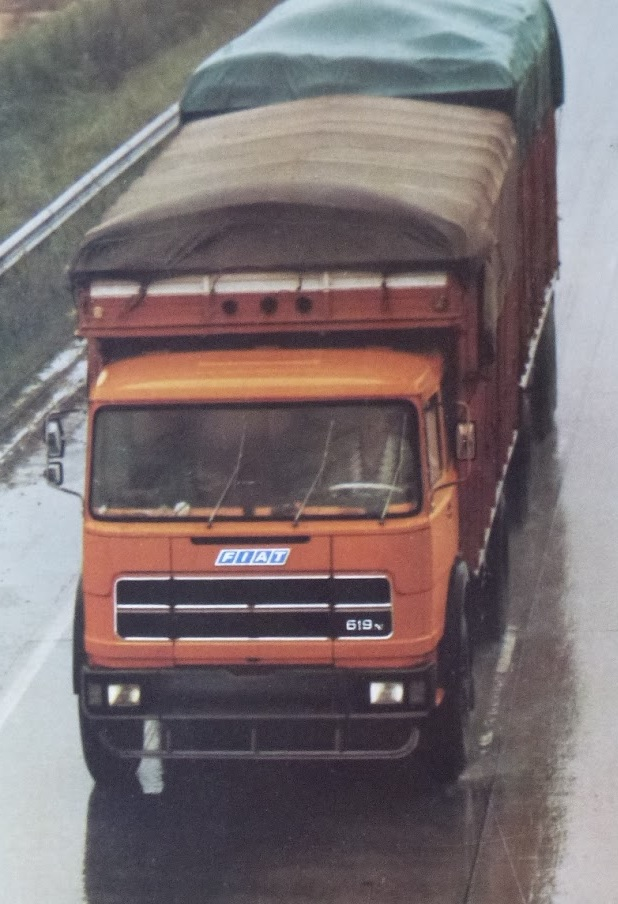
Fiat 619

## Automóviles producidos
- Fiat 600
- Fiat 1100
- Fiat 1500
- Fiat 1500 Coupé Vignale
- Fiat 1600 Sport
- Fiat 1600
- Fiat 125
- Fiat 770/800
- Fiat 128
- Fiat 133

## Tractores producidos
- Fiat 1100 / 1100 DT / 1100 E[7]
- Fiat 110-90 / DT
- Fiat 115-90 / DT
- Fiat 140-90 / DT
- Fiat 160-90 / DT
- Fiat 180-90 / DT
- Fiat 900A / 900E[8]
- Fiat 800E / 800A[9]
- Fiat 700 E / 700 S / 700 U
- Fiat 500
- Fiat 650 Universal / Standard
- Fiat 600 E / DT
- Fiat 400 E / 400 A / 400 V
- Fiat 411R / 411T[10]
- Fiat U-25[11]
- Fiat 60R[12]
- Fiat 55R[13]
- Fiat 431R[14]
- Fiat 211 R[15]
- Fiat 120 R / DT
- Fiat 121 R / DT
- Fiat 780[16]
- Fiat 450[17]
- Fiat SuperSom 55[18]
- Fiat 350

## Maquinaria vial
La maquinaria vial con marca FIAT producida en Argentina, era fabricada por la empresa rionegrina CRyBSA. Los modelos eran los siguientes: Fiat 4600 E, 4534, 4504 y 4304.

## Fábricas
- Fiat Buenos Aires, fábrica ubicada en el partido de Caseros actualmente propiedad de Sika. Allí se produjeron los primeros Fiat 600 y 1100.
- Fiat El Palomar, la segunda fábrica de automóviles de Fiat Concord ubicada en El Palomar con pista de pruebas incluida (actualmente hay casas en donde estaba la pista). Luego de la fusión con SAFRAR (Peugeot) y que SEVEL se disuelva en Argentina esa planta comenzó a pertenecer al Groupe PSA.
- Fiat Córdoba ubicada en la localidad de Ferreyra, en Córdoba. Fue la primera planta de Fiat Concord. (Automóviles, motores, tractores, camiones, colectivos)
- Materfer, en Córdoba (Material Ferroviario, locomotoras, vagones)
- Fábrica de Tractores Sauce Viejo, en Santa Fe (Tractores, camiones)
- Grandes Motores Diésel, en Córdoba (Motores industriales)